# アステラス製薬 presents 前立腺がんとむきあう、がんの学校
『アステラス製薬 presents 前立腺がんとむきあう、がんの学校』（アステラスせいやくプレゼンツ ぜんりつせんがんとむきあう、がんのがっこう）は、TBSラジオで放送されていた朗読番組である。アステラス製薬の一社提供。放送時間は毎週日曜 5:50 - 6:00 （日本標準時）。2016年11月6日開始、2017年10月1日終了。

## 概要
前立腺がんの患者やその家族・友人から寄せられた闘病記を、自らも前立腺がんを経験している西川きよしとTBSアナウンサーの豊田綾乃が朗読するミニ番組。番組はラジオ放送のほか、ラジオクラウドによる配信も行っていた。